# バッチャン村
バッチャン村（バッチャンむら、ベトナム語：Xã Bát Tràng / 社鉢塲）は、ベトナムのハノイ、ザーラム県の村。陶磁器の生産地として知られる。

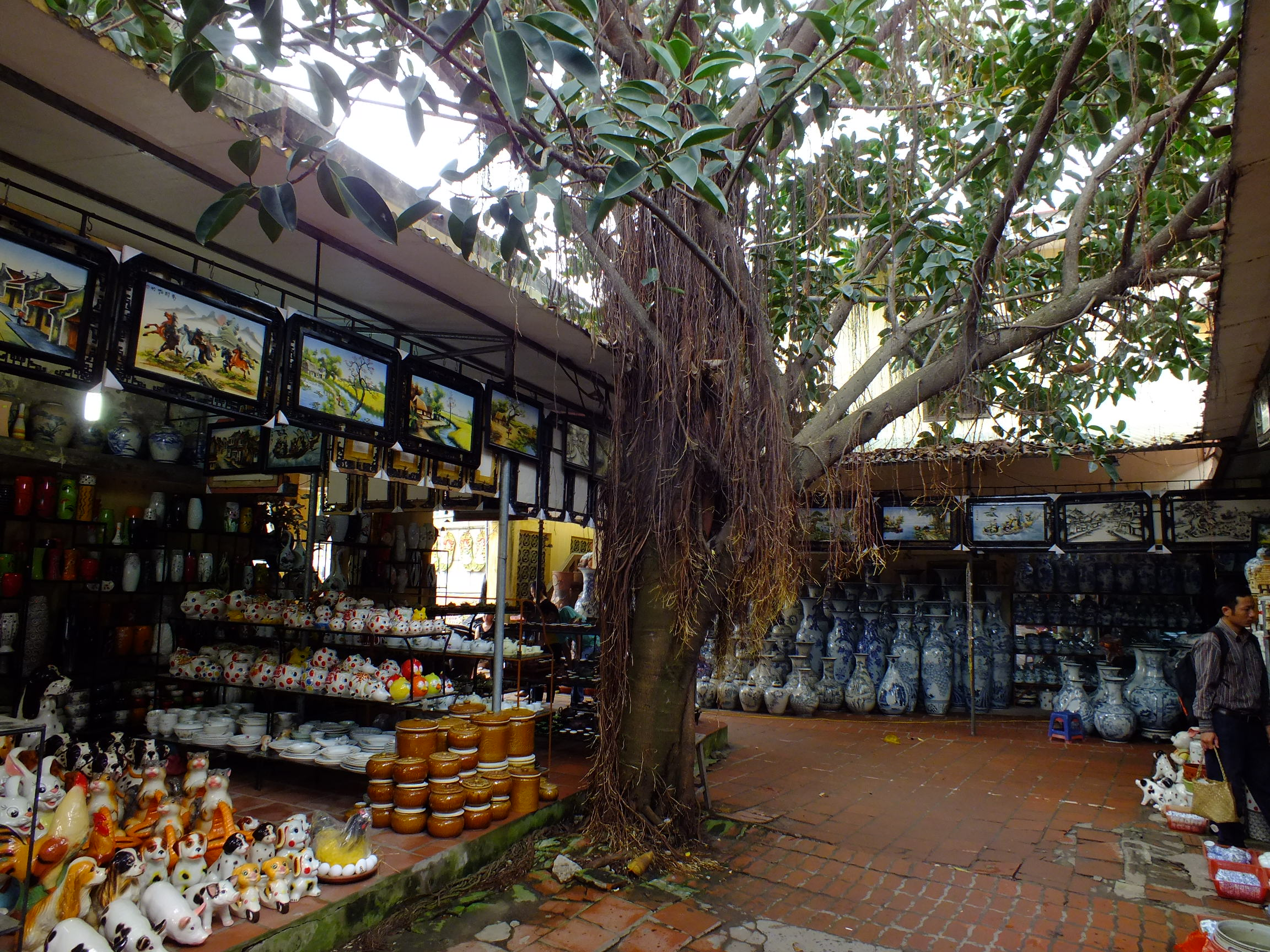
バッチャン村の土産物店

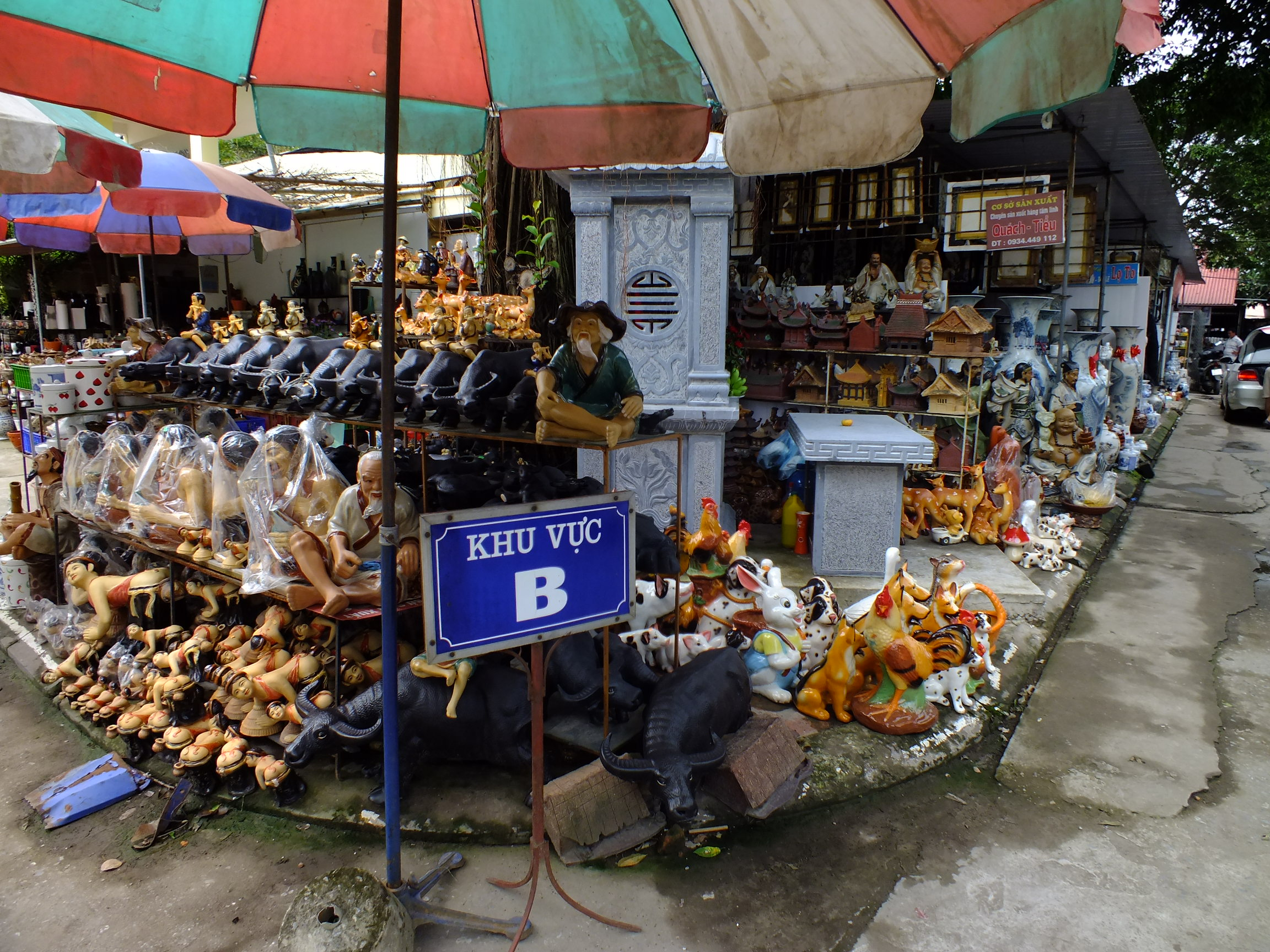
バッチャン焼物市場の店

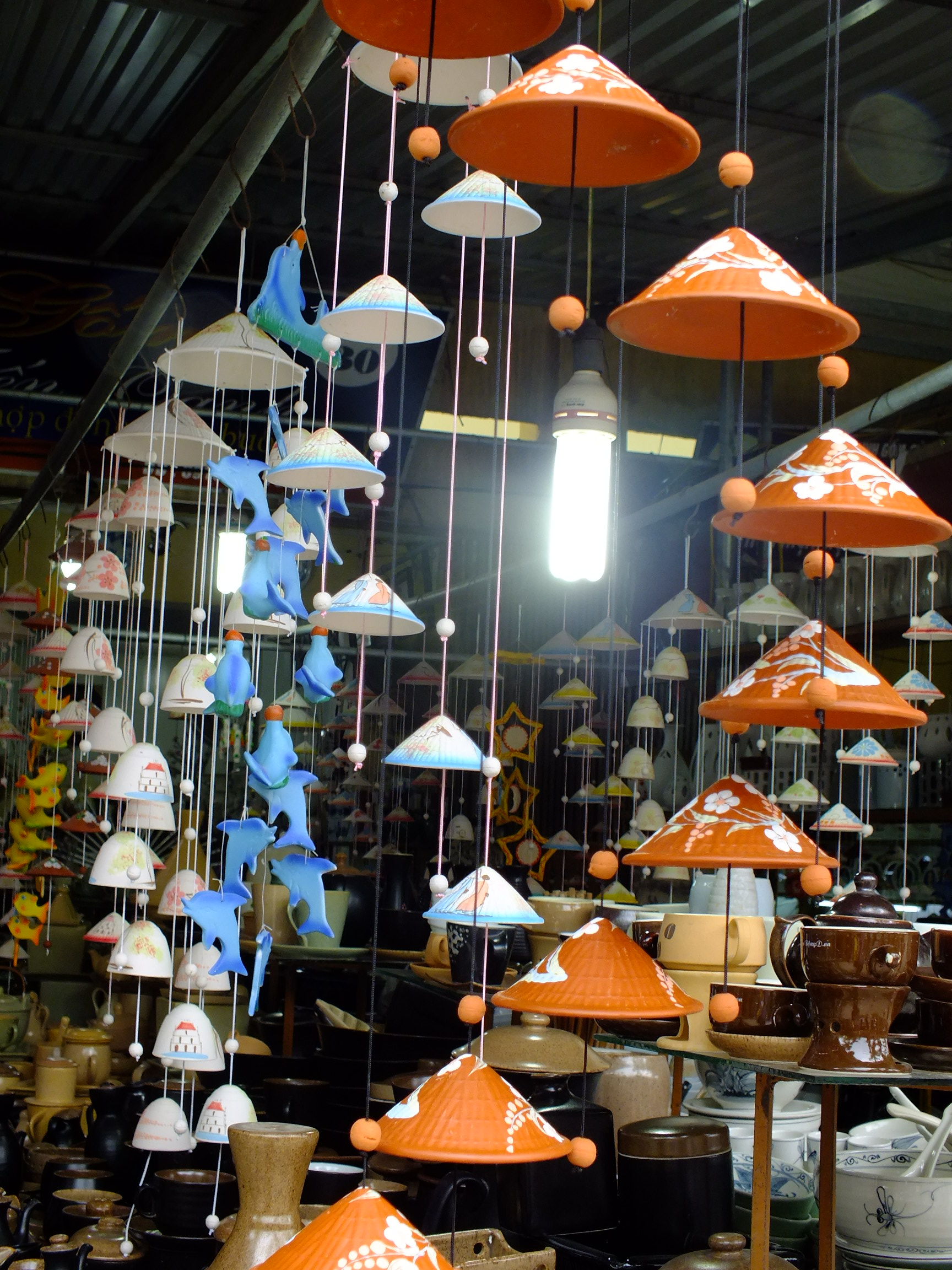
近年は観光客の増加に伴い実用品の他、観光客向けのお土産品も多く作られている。

## 概要
ハノイ市街から南東に約13㎞のホン川（紅河）沿いに位置し、標高が低いために雨季（6月～9月）には町ごと水没することがある。レンガ作りが盛んであったために今もレンガ工場が多いが、15世紀ごろから陶磁器作りが始まり、現在では約100軒の工場が軒を連ねる。村の人口は約5000人で、90％近くが陶器作りに従事している。白地に青の陶磁器が多いが、近年は海外の観光客の増加もあって、色とりどりの形も大きさも様々な陶磁器が作られるようになった。バス停付近から観光客目当ての土産店が数多く軒を連ね、焼き物市場を形成しており、所せましと山積みにされている。観光客向けの店が増え、景観は次第に変化し始めている。工場街はその周辺に点在している。工場の多くは有料で見学もでき、直接買うことも可能。工場や店が密集する中心部を少し離れると、大変に静かでのどかな環境である。

## 日本との関係
バッチャン村で製造されるバッチャン焼と日本のかかわりは古く、16世紀にさかのぼる。当時よりこの村の陶磁器は日本に輸出され、多くの茶人たちに愛用されてきた。当時、日本人の注文でトンボをモチーフにデザインされた絵柄は、その後ベトナムでも好まれるようになり一般化し、現在でも数多く生産されている。

## 観光
ツアーも多く出ており平均4000円ほどだが、ハノイ旧市街北側のロンビエン橋たもとのロンビエンバスターミナルから47番のバスで簡単に行ける。本数も多く、料金は5000ドン（日本円で20-30円）と非常に安い。終点付近にバッチャン焼物市場があり、陶磁器を扱う小さな店が約100軒、集まっているので買い物がしやすい。価格は表示されている店とそうではない店があるが、交渉で安くなる。バス停付近には食べ物を扱う屋台もある。町は小さく30分もあれば回ることができる。工場では見学もでき、バス停ではこれらの工場の女たちが客引きをしている。

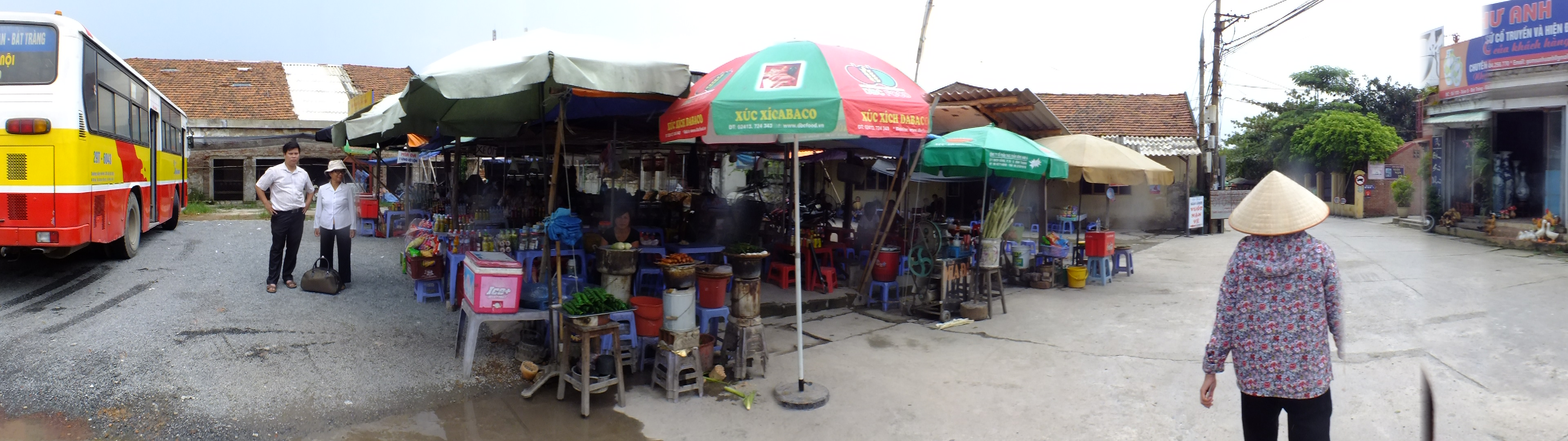
バチャン村バス停付近

## 交通アクセス
- 公共交通機関

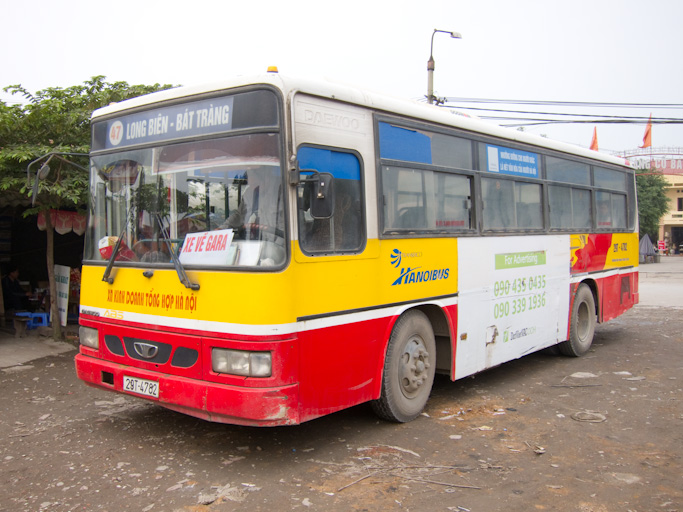
ロンビエンバスターミナルから出ているバチャン行のバス 47番

  - バス:47番の路線バスがロンビエンバスターミナルから数多く出ており、終点のバッチャンまで所要約40分。運賃は5000ドン。
- タクシー:約20分。半日チャーターで25ドルほど。
- ツアー：ハノイ市内のほとんどの旅行社が扱っているが、日本円で約4000円ほど。

※料金・運賃はすべて2013年8月現在。